# Michael Roof
Michael Roof (* 24. listopadu 1976, Tampa, USA – 9. června 2009, Snellville, USA) byl americký herec.

## Kariéra
Narodil se v nemocnici ve vojenské základně Air Force v Tampě Michaelu a Jean Roofovým. Roof měl dva bratry, Dereka a Donnyho, a dvě sestry, Megan a Kim.
V roce 2000 účinkoval v komediálních skečích na stanici WB Network s názvem Hype. Natáčení však bylo zrušeno po první sezoně. Následně se odstěhoval do Hollywoodu, aby zkusil filmovou kariéru.
Byl obsazován do velkých amerických a mnohdy úspěšných filmů, ke kterým patří Černý jestřáb sestřelen, Mistři hazardu nebo xXx.
Účinkoval také v televizní reality show, ve které účinkoval spolu se svým otcem a strýcem. Poté, co bylo natáčení ukončeno, odstěhoval se svou ženou Megan a svými syny Seanem, Jacksonem a Chasem do Georgie.

## Sebevražda
Brzy ráno, 9. června 2009, Megan Roof oznámila na policii, že pohřešuje svého manžela. Ten byl ještě ten den nalezen v parku v městečku Snellville mrtev, když spáchal sebevraždu oběšením na stromě.

## Filmografie
- 2000 - Hype (TV seriál)
- 2001 - Černý jestřáb sestřelen
- 2002 - Players (TV seriál), xXx
- 2005 - xXx:Nová dimenze, Mistři hazardu